# Fischbach (Kronach)
Fischbach ist ein Gemeindeteil der Kreisstadt Kronach im oberfränkischen Landkreis Kronach in Bayern.

## Geographie
Das Pfarrdorf bildet mit dem südlich gelegenen Tauschendorf eine geschlossene Siedlung. Diese liegt am Fischbach, einem linken Zufluss der Rodach. An der Südgrenze des Schlossgartens steht eine ungefähr 300 Jahre alte Sommerlinde mit einer Höhe von 15 und einem Umfang von 3 Metern, die als Naturdenkmal geschützt ist. Die Kreisstraße KC 12 führt nach Wötzelsdorf (1,4 km südöstlich) bzw. nach Planersgut (1,4 km westlich). Gemeindeverbindungsstraßen führen nach Seibelsdorf zur Bundesstraße 303 (3 km östlich), nach Wüstbuch (1,7 km südwestlich) und nach Hinterstöcken (0,8 km westlich).
Fischbach liegt in einer sehr gut erhaltenen historischen Kulturlandschaft mit einer Kalksteinriegel-Heckenlandschaft auf Blockgewannflur. Die Terrassenäcker und Steinriegellagen sind wohl im frühen Mittelalter entstanden.

## Geschichte
Die Erstnennung war im Jahr 1325 im Urbar des Hochstift Bamberg unter dem Amt Steinach als „vischbach“.
Fischbach lag an der Grenze des Hochstifts mit der Burggrafschaft Nürnberg (in deren Rechtsnachfolge ab dem 15. Jahrhundert Markgraftum Brandenburg-Kulmbach). 1398 gehörte der Zehnt auch Kulmbach. 1372 hatten noch keine adligen Grundherren die Dorfherrschaft. Ab etwa 1450 besaß das fränkische Rittergeschlecht von Waldenfels die Dorfherrschaft. Eine Kapelle wurde um 1500 errichtet. Am 8. Juni 1582 zerstörte ein Großbrand die Dorfmitte. Die Linie der von Waldenfels starb 1618 aus. Fischbach gelangte um 1600 in den Besitz der Familie von Guttenberg. 1738 erwarben die von Reitzenstein das verschuldete Rittergut Fischbach. Sie bewohnten das Obere Schloss neben der Kirche bis 1917 und das westlich gelegene, abgegangene Untere Schloss. In Fischbach bestand eine komplizierte Gemengelage bezüglich unterschiedlicher Besitz- und Lehensrechte. Der ritterschaftliche Ort war Sitz eines Patrimonialgerichts.
Die meisten Einwohner waren in der Korbflechterei beschäftigt, gefolgt von der Landwirtschaft.
Gegen Ende des 18. Jahrhunderts gab es in Fischbach 44 Anwesen. Das Hochgericht übte das Rittergut Fischbach aus. Es hatte gegebenenfalls an das bambergische Centamt Stadtsteinach auszuliefern. Die Dorf- und Gemeindeherrschaft hatte das Rittergut Fischbach. Grundherren waren das Rittergut Fischbach (37 Anwesen: 1 Gut, 6 Söldengüter, 1 Söldengütlein, 5 Gütlein, 22 Häuser, 2 Tropfhäuser), die Pfarrei Stadtsteinach (1 halbes Gut, 1 halbes Gütlein, 1 Haus), das Domkapitel Bamberg (1 halbes Gut, 1 Gütlein) und die bambergische Verwaltung Untersteinach (1 Gütlein, 1 Haus). Neben diesen Anwesen gab es das Obere und das Untere Schloss, 1 Pfarrkirche, 1 Pfarrhof, 1 Schulhaus, 1 Gemeindenachtwächterhäuslein.
Mit dem Ersten Gemeindeedikt wurde 1808 der Steuerdistrikt Fischbach gebildet, zu dem Allern, Dobrach, Gössersdorf, Grundmühle, Grünlinden, Hinterstöcken, Horlachen, Planersgut, Staibra, Stüben, Tauschendorf, Vorderstöcken, Wötzelsdorf und Wüstbuch gehörten. Mit dem Zweiten Gemeindeedikt (1818) entstand die Ruralgemeinde Fischbach, zu der Allern, Dobrach, Grundmühle, Hinterstöcken, Planersgut, Staibra, Stüben, Tauschendorf und Wüstbuch gehörten. Sie war in Verwaltung und Gerichtsbarkeit dem Landgericht Stadtsteinach zugeordnet und in der Finanzverwaltung dem Rentamt Stadtsteinach. 1820 wurde das Patrimonialgericht Fischbach eingerichtet, das bis 1848 bestand. Es umfasste die von Reitzensteinschen Besitzungen in der Gemeinde Fischbach, Wötzelsdorf und Horlachen, Flurholz und Grafendobrach. Ab 1862 gehörte Fischbach zum Bezirksamt Stadtsteinach. Die Gerichtsbarkeit blieb bis 1879 beim Landgericht Stadtsteinach. 1880 kam Fischbach zum Amtsgericht Kronach, zum Bezirksamt Kronach (1939 in Landkreis Kronach umbenannt) und zum Rentamt Kronach (1919 in Finanzamt Kronach umbenannt). Die Gemeinde hatte 1961 eine Fläche von 8,917 km².
Im Zuge der Gebietsreform in Bayern wurde die Gemeinde Fischbach am 1. Mai 1978 nach Kronach eingegliedert. In die aufgelöste Gemeinde Fischbach war zuvor Wötzelsdorf am 1. Januar 1972 eingemeindet worden.

### Einwohnerentwicklung

#### Gemeinde Fischbach
| Jahr | Einwohner | Häuser | Quelle |
| ---- | --------- | ------ | ------ |
| 1840 | 655       |        | [ 12 ] |
| 1852 | 711       |        | [ 12 ] |
| 1855 | 727       |        | [ 12 ] |
| 1861 | 679       |        | [ 13 ] |
| 1867 | 732       |        | [ 14 ] |
| 1871 | 764       | 124    | [ 15 ] |
| 1875 | 771       |        | [ 16 ] |
| 1880 | 796       |        | [ 17 ] |
| 1885 | 774       | 128    | [ 18 ] |
| 1890 | 756       | 127    | [ 19 ] |
| 1895 | 714       |        | [ 20 ] |
| 1900 | 750       | 126    | [ 21 ] |

| Jahr | Einwohner | Häuser | Quelle |
| ---- | --------- | ------ | ------ |
| 1905 | 785       |        | [ 20 ] |
| 1910 | 777       |        | [ 22 ] |
| 1919 | 767       |        | [ 20 ] |
| 1925 | 824       | 131    | [ 23 ] |
| 1933 | 744       |        | [ 20 ] |
| 1939 | 732       |        | [ 20 ] |
| 1946 | 884       |        | [ 20 ] |
| 1950 | 909       | 144    | [ 24 ] |
| 1952 | 876       |        | [ 20 ] |
| 1961 | 805       | 166    | [ 9 ]  |
| 1970 | 849       |        | [ 25 ] |

#### Pfarrdorf Fischbach
| Jahr      | 001818 | 001861 | 001871 | 001885 | 001900 | 001925 | 001950 | 001961 | 001970 | 001987 | 002011 |
| Einwohner | 244    | 301    | 345    | 367    | 371    | 392    | 515    | 490    | 507    | 663    | 730    |
| Häuser    | 55     |        |        | 62     | 61     | 65     | 74     | 91     |        | 191    |        |
| Quelle    | [ 8 ]  | [ 13 ] | [ 15 ] | [ 18 ] | [ 21 ] | [ 23 ] | [ 24 ] | [ 9 ]  | [ 25 ] | [ 26 ] | [ 1 ]  |

### Wappen
Blasonierung: „In Blau über einer goldenen heraldischen Rose ein gekrümmter silberner Fisch.“

## Baudenkmäler

### Jakobuskirche

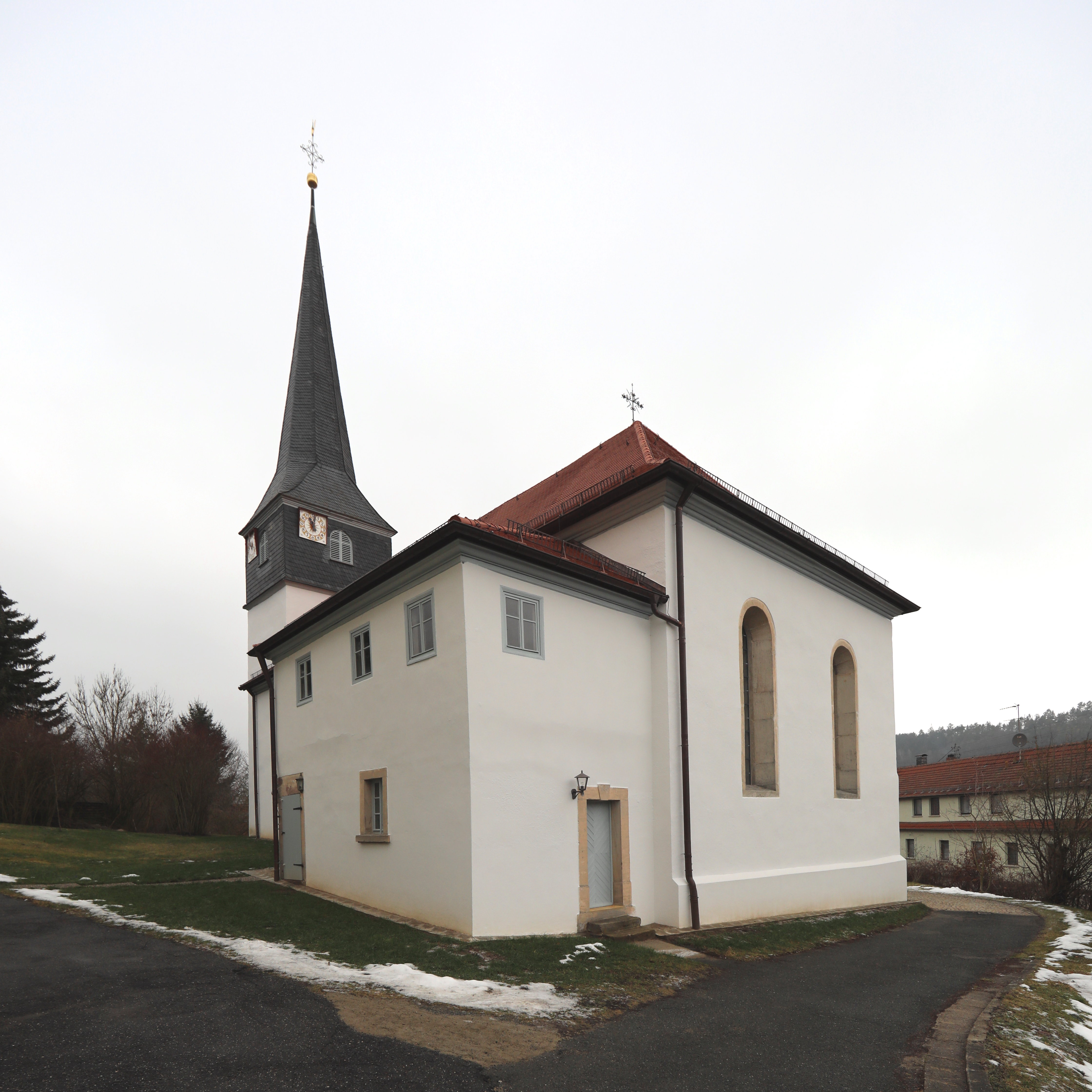
Evangelisch-lutherische Pfarrkirche St. Jakobus

Die evangelisch-lutherische Jakobuskirche ist im Kern um 1500 als Kapelle entstanden. Anfangs war die Pfarrkirche  eine Filiale der katholischen Pfarrei Stadtsteinach. 1523 wurde eine Jakobskirche in Fischbach erstmals erwähnt. 1548 führten die Herren von Waldenfels die Reformation ein. Außerdem entstand eine evangelische Pfarrei. Umbauten folgten 1589 mit einer Verlängerung des Kirchenschiffes, 1660 mit dem Abriss und Neubau des Kirchturmes und 1701/1703 mit der Erneuerung des Dachstuhls und Umgestaltung des Innenraums. Die Kirche ist ein Saalbau. Der Kirchturm befindet sich am Südabschnitt der Westfassade. Das Kirchengestühl stammt aus dem Jahr 1603, der Taufstein etwa aus dem Jahr 1670. Der barocke Kanzelaltar wurde 1703 durch die Werkstatt des Markgräflichen Hofbildhauers Elias Räntz aus Bayreuth errichtet. Im Kirchturm hängen drei Bronzeglocken. Die älteste, die 12-Uhr-Glocke, stammt aus dem Jahr 1367.

### Schloss
Das Obere Schloss wurde erstmals 1452 erwähnt. Es ist ein dreigeschossiger Walmdachbau, der im Verlauf des Deutschen Bauernkrieges 1525 niedergebrannt und danach über dem älteren Kern neu errichtet wurde. Ein dreigeschossiger Turm mit einem sechseckigen Grundriss und einer geschwungenen, verschieferten Haube prägt die Ostfront des Gebäudes. Umbauten führte wohl Hans Friedmann aus Küps nach 1600 durch. Die äußere Gestalt besteht seit 1720 unverändert.

### Weitere Baudenkmale
Zwei Häuser, die Friedhofsmauer, das Pfarrhaus, die ehemalige Gemeindekanzlei und die Sandsteinstützanlage einer Dorflinde sind denkmalgeschützt.
Die folgenden Häuser listete Tilmann Breuer in dem Buch Landkreis Kronach von 1964 mit ihren ursprünglichen Hausnummern auch als Kunstdenkmäler auf. Sie sind in der Denkmalschutzliste nicht geführt, da sie entweder nicht aufgenommen, abgerissen oder stark verändert wurden.
- Haus Nr. 11: Erneuertes Gebäude, die Haustür am Scheitelstein ist mit „JV 1825“ bezeichnet.[30]
- Haus Nr. 16: Zweigeschossiges Gebäude mit Halbwalmdach, der Scheitelstein der Haustür ist mit „F. Pf 1849“, die rückwärtige Tür im Sturz mit „1784“ bezeichnet.[30]
- Haus Nr. 37a: Eingeschossiger, ehemaliger Wohnstallbau, erhalten ist nur der Wohnteil mit Satteldach, 18. Jahrhundert, die Umfassungsmauern sind massiv mit Ecklisenen, der Giebel ist teils aus Fachwerk, teils verschalt.[30]
- Haus Nr. 51: Zweigeschossiger Satteldachbau, das Erdgeschoss besteht aus Sandsteinquadern, die Türrahmung ist geohrt und profiliert, am Scheitelstein befinden sich das Wappen der Freiherren von Reitzenstein und die Jahreszahl „1755“.[30]

## Bildung
Eine Schule ist erstmals für 1582 belegt. Vermutlich bestand sie schon 1548. Ein neues, kleines einstöckiges Schulhaus entstand wohl 1583 gegenüber dem Pfarrhaus, dem 1755 an gleicher Stelle ein zweistöckiger Neubau folgte, der 1866 erweitert wurde. Das vierte Schulhaus wurde am 26. Mai 1913 eingeweiht. Es hatte anfangs zwei große Schulsäle, nach einer Erweiterung Anfang der 1960er Jahre waren es drei. Im Jahr 2000 wurde der Schulstandort Fischbach aufgelöst.

## Religion
Der Ort war bis in der ersten Hälfte des 20. Jahrhunderts überwiegend evangelisch und ist nach Fischbach gepfarrt. Die Katholiken waren ursprünglich nach St. Johannes der Täufer (Kronach) gepfarrt.